# Raffaëla Anderson

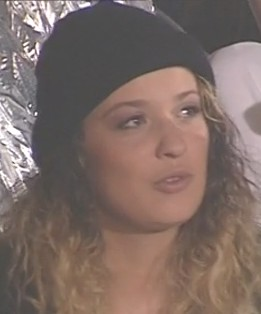
Raffaëla Anderson, 1999

Raffaëla Anderson (* 8. Januar 1976 als Malika Amrane in Montfermeil, Seine-Saint-Denis) ist eine französische Filmschauspielerin, Autorin und ehemalige Pornodarstellerin. In Pornofilmen trat sie auch unter den Künstlernamen Raphaela, Raphaella, Raffaela und Raffaela Rizzi auf.

## Karriere
Von 1994 bis 1998 spielte Raffaëla Anderson in mehreren Dutzend europäischen Pornofilmen mit. International bekannt wurde sie 2000 neben Karen Lancaume als eine der beiden Hauptdarstellerinnen des französischen Spielfilms Baise-moi (Fick mich!), der wegen seiner pornographischen Szenen großes Aufsehen in Medien und Öffentlichkeit erregte. 2001 spielte sie eine Hauptrolle im nicht-pornographischen französischen Fernsehfilm Combats de femme – Un amour de femme.
Nach 2000 sagte sich Raffaëla Anderson von der Pornobranche gänzlich los. In ihren beiden Buchveröffentlichungen Hard (2001) und Tendre violence (2006) übt sie scharfe Kritik an der Praxis der Pornoproduktionen und prangert dabei insbesondere die ihrer Meinung nach entwürdigenden Umstände an, denen Frauen als Darstellerinnen ausgesetzt sind.

## Filmografie (Auswahl)
- 2000: Baise-moi (Fick mich!)
- 2001: Combats de femme – Un amour de femme
- 2003: La petite morte
- 2005: Une vie classée X